# Liste der Kulturdenkmäler in Rommersheim
In der Liste der Kulturdenkmäler in Rommersheim sind alle Kulturdenkmäler der rheinland-pfälzischen Ortsgemeinde Rommersheim einschließlich des Ortsteils Ellwerath aufgeführt. Grundlage ist die Denkmalliste des Landes Rheinland-Pfalz (Stand: 27. Juni 2022).

## Einzeldenkmäler
| Bezeichnung                         | Lage                                                         | Baujahr                    | Beschreibung | Bild                                    |
| ----------------------------------- | ------------------------------------------------------------ | -------------------------- | --- | --------------------------------------- |
| Wegekreuz                           | Rommersheim, Hauptstraße, bei Nr. 1 Lage                     | 1764                       | Schaftkreuz, bezeichnet 1764 | BW                                      |
| Hofanlage                           | Rommersheim, Hauptstraße 32 Lage                             | 18. und 19. Jahrhundert    | Hakenhof, 18. und 19. Jahrhundert; stattliches Flurküchenhaus mit vierachsigem Wohnteil und einachsigem Backhaus mit Altenteil, bezeichnet 1728, in der Mitte des 19. Jahrhunderts und um 1900 teilweise verändert, Stall, Scheune | BW                                      |
| Hofanlage                           | Rommersheim, Hauptstraße 41 Lage                             | Mitte des 19. Jahrhunderts | Hakenhof, Mitte des 19. Jahrhunderts, im Kern eventuell älter; Wohnhaus mit Kniestock, bezeichnet 1845, Stall, Scheune mit ehemaligem Backhaus, bezeichnet 1835                                                                    | BW                                      |
| Wegekreuz                           | Rommersheim, Hauptstraße, bei Nr. 55 Lage                    | 1870                       | neugotisches Sockelkreuz, bezeichnet 1870 | BW                                      |
| Wegekreuz                           | Rommersheim, Kirchweg, bei Nr. 10 Lage                       | 1778                       | Schaftkreuz, bezeichnet 1778 | Fotos hochladen                         |
| Katholische Pfarrkirche St. Maximin | Rommersheim, Kirchweg 15 Lage                                | 15. oder 16. Jahrhundert   | spätgotischer Saal mit wohl bauzeitlichem Rechteckchor, Westturm 1816 ff., Erweiterung mit Querhaus 1928, Architekt Dombaumeister Julius Wirtz, Trier; bauzeitliche Ausstattung teilweise erhalten                                 | weitere Bilder Fotos hochladen          |
| Quereinhaus                         | Rommersheim, Lehmbachstraße 24 Lage                          | 1878                       | Quereinhaus mit Backofenvorbau, bezeichnet 1878 | BW                                      |
| Meuteskreuz                         | Rommersheim, nördlich des Ortes Lage                         | 1610                       | Kreuzigungsbildstock, bezeichnet 1610 und 1890 (Renovierung), Aufsatz vom sogenannten Schönecker Typ | BW                                      |
| Wegekreuz                           | Rommersheim, nördlich des Ortes an der Gemarkungsgrenze Lage | 1823                       | Schaftkreuz, 1823 | BW                                      |
| Kalkofen                            | Rommersheim, nordöstlich des Ortes an der K 170 Lage         | 1925                       | Schachtofen, Grauwacke, 1925 | BW                                      |
| Wendelinuskreuz                     | Rommersheim, südlich des Ortes Lage                          | 1614                       | nachgotisches Vollnischenkreuz, bezeichnet 1614 | BW                                      |
| Wegekreuz                           | Rommersheim, südöstlich des Ortes Lage                       | um 1877                    | hohes historisierendes Sockelkreuz, um 1877 | BW                                      |
| Wohnhaus                            | Ellwerath, Am Goldberg 9 Lage                                | 1848                       | stattliches Wohnhaus mit fünfachsigem Wohnteil und zweiachsigem Backhaus mit Altenteil, bezeichnet 1848 | BW                                      |
| Wegekreuz                           | Ellwerath, Am Goldberg, bei Nr. 10 Lage                      | 1732                       | hohes barockes Schaftkreuz, bezeichnet 1732 | BW                                      |
| Wegekreuz                           | Ellwerath, südlich des Ortes an der K 170                    | 1816                       | Schaftkreuz, bezeichnet 1816 | Direkt Bild zu diesem Denkmal hochladen |
| Wegekreuz                           | Ellwerath, südöstlich des Ortes Lage                         | 1733                       | barockes Schaftkreuz, bezeichnet 1733 | BW                                      |